# Kali Malone
Kali Malone (ur. 1994 w Denver) – amerykańska kompozytorka i wykonawczyni muzyki eksperymentalnej z kręgu drone, postminimalizmu i eksperymentalnego ambientu. Tworzy głównie utwory na organy, chór, zespoły kameralne i syntezatory.
Jej muzyka jest bogata w teksturę harmoniczną dzięki syntetycznemu i akustycznemu instrumentarium w powtarzalnych ruchach i wydłużonym czasie trwania. 

## Życiorys i twórczość

### Początki
Kali Malone urodziła się w 1994 roku w Denver, w stanie Kolorado. Tam też głównie się wychowywała, śpiewając w chórach stanowych, ucząc się klasycznej muzyki wokalnej i koncertując. Przeniosła się do Massachusetts, aby studiować muzykę, a następnie, w wieku 18 lat, wyjechała do Sztokholmu, po tym jak zaprzyjaźniła się ze szwedzką awangardową kompozytorką Ellen Arkbro. Studiowała kompozycję elektroakustyczną w Królewskiej Akademii Muzycznej, gdzie jej koleżankami były, między innymi Arkbro, Caterina Barbieri i Maria W Horn. W czasie studiów miała możliwość zapoznania się z rzadkimi typami syntezatorów w Elektronmusikstudion EMS. Uczestniczyła jako technik w eksperymentalnym centrum sztuki Fylkingen. Podczas pobytu w Sztokholmie dzięki jednemu z przyjaciół zapoznała się z muzyką organową, którą ten zaprezentował dla niej w kościele. Nigdy przedtem nie myślała o organach jako o instrumencie, na którym mogłaby grać, ponieważ były według niej nadal bardzo związane z tradycją kościelną. Przełom nastąpił gdy Ellen Arkbro i Marta Forsberg zorganizowały dla niej koncert organowy w kościele wykonując na tym instrumencie utwory współczesne. Podziałały one inspirująco na jej wyobraźnię, ale Malone nadal nie myślała, że będzie pisała utwory na organy. Decydującym momentem, jeśli chodzi o rozpoczęcie gry na tym instrumencie stało się dla niej spotkanie ze stroicielem organów, Janem Börjesonem podczas zbierania materiałów do pracy magisterskiej. Akademię Muzyczną ukończyła ze stopniem Master degree.

### Kariera muzyczna
W 2013 roku Malone wchodziła w skład zespołu Golden Offence Orchestra dyrygując wykonaniem utworu Pauline Oliveros „To Valerie Solanas and Marilyn Monroe in Recognition of Their Desparation”. Dwuczęściowe nagranie zostało wydane (jako kaseta oraz album cyfrowy) pod tytułem Ode to Pauline Oliveros 27 sierpnia 2017 roku. Wcześniej, wiosną tego samego roku Malone wspólnie z Ellen Arkbro, Elsą Bergman, Martą Forsberg i Marią W Horn utworzyła audiowizualny zespół Hästköttskandalen. Jego muzyka była połączeniem art rocka, slow wave i neo-psychodelii ze sprzężeniami zwrotnymi wideo w czasie rzeczywistym, manipulacją filmem analogowym, swobodną improwizacją i syntezą dźwiękową.  
W 2015 roku Malone była wokalistką i gitarzystką zespołu Swap Babies, który oprócz niej tworzyli basista Adam Grauman i perkusista Konrad Agnas. W tym samym roku wspólnie z Marią W Horn, Matsem Erlandssonem, Danielem M Karlssonem, Theodorem Kentrosem i Sarą Fors założyła wytwórnię płytową Xkatedral, której inauguracyjnym wydawnictwem była kaseta/EP wspomnianego zespołu, zatytułowana Bloody From Digging.   
Malone wydała kilka limitowanych kaset o limitowanym nakładzie ze swoją muzyką, w tym utwory z Arkbro i Cateriną Barbieri. 25 sierpnia 2017 roku nakładem Xkatedral i Bleak Environment ukazał się jej debiutancki album, Velocity of Sleep, nagrany i wyprodukowany w Sztokholmie w latach 2015–2017.
W 2018 roku wytwórnia Ascetic House wydała EP-kę Malone, Organ Dirges 2016-2017, a wytwórnia Hollow Ground – jej album, Cast of Mind. W roku następnym artystka wydała wspólnie Acronymem utrzymaną w stylu ambient techno EP-kę, zatytułowaną The Torrid Eye.
27 lipca tego samego roku nakładem iDEAL Recordings ukazał się album Malone The Sacrificial Code, obszerne dzieło zawierające prawie dwie godziny skupionych utworów na organy o głębokim wydźwięku emocjonalnym. Zyskał on uznanie krytyków. Trzy pierwsze utwory zostały wykonane i nagrane w Królewskiej Akademii Muzycznej, trzy kolejne – na Norrlands Orgel w Studio Acusticum w Piteå, a cztery ostatnie – w kościele Haga w Göteborgu.
W 2020 roku Malone wydała Studies for Organ, pojawiła się też na czwartym solowym albumie Drew McDowalla (byłego członka zespołu Coil), Agalma. W tym samym roku zarejestrowała w berlińskiego Funkhaus & MONOM materiał na swój nowy album, Does Spring Hide Its Joy. Grała na dostrojonych oscylatorach sinusoidalnych, a wspomagali ją Stephen O’Malley na gitarze elektrycznej oraz Lucy Railton na wiolonczeli. Materiał powstawał w czasie pandemii COVID-19 i związanym z nią lockdownem. Malone w oświadczeniu stwierdziła: „Podobnie jak [w przypadku] większości świata, moje postrzeganie czasu przeszło znaczącą transformację podczas pandemii wiosną 2020 roku. (…) Czas stał w miejscu, dopóki subtelne zmiany w otoczeniu nie zasugerowały, że nastąpiło przemijanie”. Album okazał się dopiero w styczniu 2023 roku nakładem Ideologic Organ jako potrójne wydawnictwo winylowe, podwójne kompaktowe oraz w formatach cyfrowych.
W międzyczasie, w 2021 roku, ukazał się album The Harmonic Series II, będący zbiorowym dziełem 6 kompozytorów: Malone, Tashiego Wady, Catherine Lamb, Cateriny Barbieri, Duane Pitre i Byrona Westbrooka.
W lutym 2023 roku Malone zrealizowała instalację dźwiękową Matrix Diptyque na trzy organy i czterech perkusistów, zamówioną przez kuratorkę Agnes Gryczkowską na wystawę Au-delà, studium rytuałów widzianych przez pryzmat sztuki współczesnej i historycznej w Lafayette Anticipations.
13 maja tego samego roku burmistrz francuskiego miasta Carnac odwołał koncert Malone w miejscowym kościele Saint-Cornély po tym jak grupa protestujących, związanych z integralistycznym ruchem katolickim Civitas zajęła budynek świątyni i odmówiła jego opuszczenia. W liście do biskupa Vannes protestujący wyrazili swój sprzeciw wobec zaplanowanej, trzydniowej serii koncertów w tym kościele (których kuratorem był Stephen O’Malley). Według dziennika Libération potępili oni występ jako „profanację” nawiązując do tytułu jednej z kompozycji Malone, „Sacer Profanare” (łac. „bezcześcić sacrum”) z albumu The Sacrificial Code.

## Występy, współpraca
Kali Malone występowała na licznych festiwalach i scenach koncertowych w Europie i Ameryce Północnej, w tym: Musica Festival, Berlin Atonal, Moogfest, Rockefeller Chapel, Kanal - Centre Pompidou, Elbphilharmonie, Philharmonie de Paris i Radio France. Współpracowała lub współpracuje z takimi artystami jak: Stephen O’Malley, Lucy Railton, Frederikke Hoffmeier, Leila Bordreuil, Drew McDowall, Caterina Barbieri, Ellen Arkbro.
15 września 2023 roku wystąpiła w warszawskiej hali Progresja jako support zespołu Sunn O))).

## Dyskografia
Na podstawie strony artystki na Discogs:

### Albumy studyjne
- Velocity Of Sleep (2017)
- Cast Of Mind (2018)
- The Sacrificial Code (2019)
- Living Torch (2022)

### EP-ki
- Tragic Chorus ‎(2015)
- Organ Dirges 2016 - 2017 ‎(2015)
- Black Gate ‎(2016)
- Live at Le Guess Who? 2019 ‎(2019)
- Studies For Organ (Rehearsal Demo Tape) ‎(2020)

### Kompilacje
- XKatedral Volume II ‎(2016) 1 utwór Malone

### Albumy nagrane z innymi artystami
- XKatedral Volume III ‎(2016) z Ellen Arkbro i Cateriną Barbieri
- The Torrid Eye ‎(2019) z Acronymem
- Does Spring Hide Its Joy ‎(2019) ze Stephenem O’Malleyem i Lucy Railton